# Туризм в Гонконге
Индустрия туризма является важной частью третичного сектора экономики Гонконга, который активно начал развиваться в конце 1980-х и начале 90-х годов. Резкий рост туристов из континентальной части Китая был связан с введением Схемы индивидуальной поездки в 2003 году.

## Введение
В 2006 году общая сумма расходов связанных с туризмом достигла 117,3 миллиардов гонконгских долларов. Количество туристов, прибывающих в Гонконг в 2006 году, увеличилось на 8,1 % до 25,25 миллионов туристов, что ниже ожидаемого Советом по туризму Гонконга, которые рассчитывали на 27 миллионов туристов. Количество посетителей из континентальной части Китая превысило 13,5 миллионов. А в декабре 2006 года количество посетителей превысило 2,4 миллионов, что превысило установку записей на один месяц.
Наряду с сильным ростом числа посетителей с континента, происходит двузначный рост туристов из других стран Европы, Африки и Ближнего Востока, из которых в 2006 году было 1916861 туристов, что составляет 11,1 % от общего числа.
Хотя перед растущей конкуренцией со стороны города континентального Китая и Макао, Совет по туризму Гонконга работает в тесном сотрудничестве с органами власти и торговли, чтобы сделать Гонконг важным компонентом во всех маршрутах.
Туризм, наряду с международной торговлей и финансовыми услугами является одним из трех основных источников дохода для Гонконга.

## Размещение и продолжительность пребывания
В декабре 2006 года в Гонконге было 612 отелей и туристических домиков с общей численностью 52 512 номеров. Средняя заполняемость всех категорий гостиниц и туристических домов 87 % за весь 2006 год. Это на один процент больше по сравнению с 2005 годом, хотя в декабре 2006 года заполняемость на 7,4 % по сравнению с декабрем 2005 года. В 2006 году 62,7 % всех посетителей остались одну ночь или более, что тенденция отражает растущее значение Гонконга в качестве регионального транспортного узла.

## Туристическая комиссия
Туристическая комиссия была создана в мае 1999 года по содействию повышения качества Гонконга, как международного города Азии для всех посетителей. Туристическая стратегическая группа, состоящая из представителей правительства, Совета по туризму Гонконга и различных секторов индустрии туризма была создана для консультирования правительства по вопросам развития туризма со тратегической точки зрения.

## Развлечения и услуги
Почти любой из районов Гонконга можно считать туристическим. Следующие районы, как правило отмечены в качестве основных достопримечательностей.

### Гонконг
- Пик Виктория
- Район Стэнли
- Залив Репалс-Бэй
- Международный финансовый центр
- Бухта Виктория
- Абердин-Харбор
- Ланькуайфон
- Район Сохо
- Оушн-парк
- Симфония огней

### Цзюлун
Включая Нью-Коулун
| - Гонконгский музей искусств - Авеню Звёзд - Чункин-мэншнс - Клок-тауэр | - Культурный центр Гонконга - Гонконгский музей наследия - Исторический музей Гонконга - Обсерватория Гонконга | - Коулун-парк - Натан-роуд - Океанский терминал - Отель Пенинсула | - Гонконгский музей науки - Музей космонавтики - Стар-ферри - Храм Вонтайсинь |

### Новые территории
Включая Отдаленные острова Гонконга
| - Храм Чхекун - Остров Чхёнчау - Диснейленд - Гонконгский музей наследия | - Гонконгский музей железной дороги - Болотистый парк Гонконга - Нгонпинг 360 | - Пинсань - Деревня Тайоу - Большой Будда - Мост Тинкау | - Мост Цинма - Крепость Тунчхун - остров Ламма |

## Праздники
- Китайский Новый год

## Доступ в Гонконг
Квота на въезд в Гонконг для посетителей из континентального Китая была отменена в январе 2002 года. Количество турагентов уполномоченных организовать туры также значительно увеличилось. Граждане из около 170 стран могут посетить Гонконг без визы на срок от семи до 180 дней. Схема индивидуальной поездки (ИВС) была введена 28 июля 2003 года. Схема постепенно расширяется и теперь охватывает провинции Гуандун, Шанхай, Пекин, Чунцин, Тяньцзинь и девять городов в провинциях Фуцзянь, Цзянсу и Чжэцзян. В 2006 году более 6,6 миллионов жителей континента посетили Гонконг по ИВС. Это на 20,2 % больше, чем в 2005 году.

## Реклама
Совет по туризму Гонконга продолжает содействовать назначениям для деловых людей и туристов во всем мире через свою компанию «Гонконг — это жизнь, это любовь!» (англ. Hong Kong – Live it, Love it!). После открытия в 2005 году Использование на нескольких новых аттракционов, 2006 год был объявлен «Годом Гонконга». Глобальная маркетинговая кампания использует ряд стратегических акции, чтобы продемонстрировать новый имидж Гонконга и содействовать её реализации «обязательно посетить» в 2006 году. Ряд совместных инициатив за рубежом ведется вместе с Макао и девятью провинциальных бюро туризма.